# Stenoplastis albiplaga
Stenoplastis albiplaga är en fjärilsart som beskrevs av W. Warren 1897. Stenoplastis albiplaga ingår i släktet Stenoplastis och familjen tandspinnare. Inga underarter finns listade i Catalogue of Life.